# The Weight of These Wings
The Weight of These Wings è il sesto album in studio della cantante statunitense Miranda Lambert, pubblicato nel 2016.

## Tracce
Disco 1 - The Nerve
1. Runnin' Just in Case – 4:33
2. Highway Vagabond – 3:53
3. Ugly Lights – 3:01
4. You Wouldn't Know Me – 3:19
5. We Should Be Friends – 2:50
6. Pink Sunglasses – 4:06
7. Getaway Driver – 3:53
8. Vice – 4:00
9. Smoking Jacket – 4:54
10. Pushin' Time (featuring Anderson East) – 3:33
11. Covered Wagon – 4:08
12. Use My Heart – 3:50

Disco 2 - The Heart
1. Tin Man – 4:19
2. Good Ol' Days – 3:18
3. Things That Break – 3:47
4. For the Birds – 3:46
5. Well-Rested – 4:39
6. Tomboy – 4:01
7. To Learn Her – 3:47
8. Keeper of the Flame – 3:59
9. Bad Boy – 4:40
10. Six Degrees of Separation – 3:09
11. Dear Old Sun – 4:56
12. I've Got Wheels – 3:40